# Hydraena altamirensis
Hydraena altamirensis är en skalbaggsart som beskrevs av Díaz Pazos och Garrido Gonzales 1993. Hydraena altamirensis ingår i släktet Hydraena och familjen vattenbrynsbaggar. Inga underarter finns listade i Catalogue of Life.